# Cuphonotus humistratus
Cuphonotus humistratus är en korsblommig växtart som först beskrevs av Ferdinand von Mueller, och fick sitt nu gällande namn av Otto Eugen Schulz. Cuphonotus humistratus ingår i släktet Cuphonotus, och familjen korsblommiga växter. Inga underarter finns listade i Catalogue of Life.